# Квітковий провулок (Житомир)
Квітковий провулок — провулок у Корольовському районі міста Житомира. 

## Характеристики
Розташований у привокзальній частині міста, на Кашперівці, одній з частин історичного району Путятинки. Провулок бере початок з вулиці Бориса Тена, прямує на північ та завершується на Гоголівській вулиці. Забудова — садибна житлова, що почала формуватися на поч. XX ст. і сформувалась до 1950-х років.

## Історичні відомості
У XVIII —XIX сторіччях землі, на яких згодом почне формуватися провулок перебували у власності житомирського купця Станіслава Кашперовського та його нащадків. Безпосередньо за місцерозташуванням провулка землі були вільними від забудови. Хутір Кашперовського знаходився східніше майбутнього провулка. З прізвищем землевласника пов'язана Історична назва провулка — Кашперовський. Назва провулка є похідною від історичної назви вулиці Бориса Тена, з якої бере початок провулок —  вулиці Кашперовської, яку прокладено у напрямку земель Кашперовського у другій половині XIX сторіччя згідно з генеральним планом міста. До 1950-х років Кашперівська вулиця завершувалася Кашперівським провулком. 
У 1879 році за місцерозташуванням майбутнього провулка пролягала межа хутора Сейферта. На початку XX ст. дворянка Марія Едуардівна Сейферт була власницею будинку на розі нинішніх Квіткового провулка й вулиці Бориса Тена. 
Формування провулка та його забудови припало на початок XX ст. На плані 1915 року провулок з назвою Кашперовський завершується кутком, не з'єднавшись із Гоголівською вулицею. Східніше провулка знаходився фруктовий сад — так званий Бабський Сад. Саме тому пізніше провулок отримав назву Садовий. З такою назвою він показаний на мапах 1941—1942 рр. На плані міста 1961 року Садовий провулок вже прорізаний до вулиці Гоголівської. Нинішню назву провулок отримав у 1972 році.
В 1917 році у житловому будинку № 4 разом зі своєю дружиною Варварою Криловою проживав Олександр Довженко.